# Calanthe imthurnii
Calanthe imthurnii är en orkidéart som beskrevs av Paul J. Kores. Calanthe imthurnii ingår i släktet Calanthe och familjen orkidéer. Inga underarter finns listade i Catalogue of Life.